# Arenaria deflexa
Arenaria deflexa är en nejlikväxtart. Arenaria deflexa ingår i släktet narvar, och familjen nejlikväxter.

## Underarter
Arten delas in i följande underarter:
- A. d. deflexa
- A. d. microsepala
- A. d. pubescens
- A. d. glabrata